# Franck Piccard
Franck Piccard (17. září 1965 Les Saises, Francie) je bývalý francouzský reprezentant v alpském lyžování.
V roce 1982 zvítězil v Auronu na mistrovství světa juniorů v alpském lyžování ve sjezdu. Na Zimních olympijských hrách 1988 v Calgary vyhrál superobří slalom, který byl tehdy poprvé zařazen na program olympiády. Dojel také na třetím místě ve sjezdu. Na mistrovství světa v alpském lyžování 1991 v Saalbachu získal bronzovou medaili za superobří slalom. Na Zimních olympijských hrách 1992 v Albertville skončil ve sjezdu druhý za Rakušanem Patrickem Ortliebem.
Světového poháru v alpském lyžování se účastnil v letech 1983 až 1996. Získal jedenáct pódiových umístění, z toho čtyři vítězství (dvě v superobřím slalomu a po jednom v obřím slalomu a ve sjezdu). Nejlepším výsledkem v celkovém pořadí SP bylo sedmé místo v sezóně 1987/88. Je čtyřnásobným lyžařským mistrem Francie: v superobřím slalomu 1987, v obřím slalomu 1993 a v alpské kombinaci 1985 a 1990.
Je rytířem Řádu čestné legie. V roce 2018 vydal vzpomínkovou knihu Petites chroniques d'un champion olympique.
Jméno dostal podle Franka Sinatry, který mu také poslal blahopřejný telegram k olympijskému vítězství. Jeho sourozenci Leila Piccardová, Ian Piccard, John Piccard a Jeff Piccard byli rovněž francouzskými reprezentanty ve sjezdovém lyžování, nejmladší bratr Ted Piccard závodil ve skikrosu.